# Loubaresse (Ardèche)
Loubaresse település Franciaországban, Ardèche megyében. Lakosainak száma 45 fő (2022. január 1.). Loubaresse Borne, Dompnac, Sablières és Valgorge községekkel határos.

## Népesség
A település népességének változása:
| Lakosok száma | 43   | 30   | 26   | 32   | 30   | 34   | 41   | 47   | 49   | 45   |
|               | 1968 | 1982 | 1990 | 2006 | 2013 | 2015 | 2017 | 2019 | 2020 | 2022 |